# Bistum Labuan Bajo
Das Bistum Labuan Bajo ist eine in Indonesien gelegene römisch-katholische Diözese. Sie umfasst den Regierungsbezirk Westmanggarai.

## Geschichte
Das Bistum Labuan Bajo wurde am 21. Juni 2024 von Papst Franziskus aus dem westlichen Teil des bisherigen Bistums Ruteng errichtet und dem Erzbistum Ende als Suffraganbistum unterstellt. Zum ersten Bischof wurde Maksimus Regus ernannt.